# 한국고에너지물리학회
한국고에너지물리학회(韓國高에너지物理學會, the Korea Society of High Energy Physics)는 핵-입자-천체물리학의 세 분야 연구를 통해 과학발전에 기여하기 위해 설립된 대한민국의 학술단체이다.
2006년 3월에 결성된 한국고에너지물리협의회를 기반으로 설립되었으며, 국립고에너지물리연구소 건립 추진을 위해 노력하고 있다. 

## 연혁
- 2021년 11월, 사단법인 한국고에너지물리학회 발기인대회 및 창립총회

초대 회장 : 부산대학교 물리학과 교수 유인권
초대 부회장 : 국가수리과학연구소 선임연구원 오정근
- 2022년 1월, 사단법인 설립허가 (과학기술정보통신부)
- 2022년 3월, 사단법인 사업자등록 완료
- 2022년 4월 15일, 총회 (한국고에너지물리협의회 청산 및 흡수 이전)
- 2022년 11월 17일 ~ 19일, 2022년도 가을 학술대회 개최
- 2023년 5월 18일 ~ 20일, 2023년도 봄 학술대회 개최
- 2023년 11월 23일 ~ 25일, 2023년도 가을 학술대회 개최 예정

## 같이 보기
- 한국물리학회
- 입자물리학
- 고에너지 물리학
- 고에너지 물리학 국제회의